# Digitální záznam

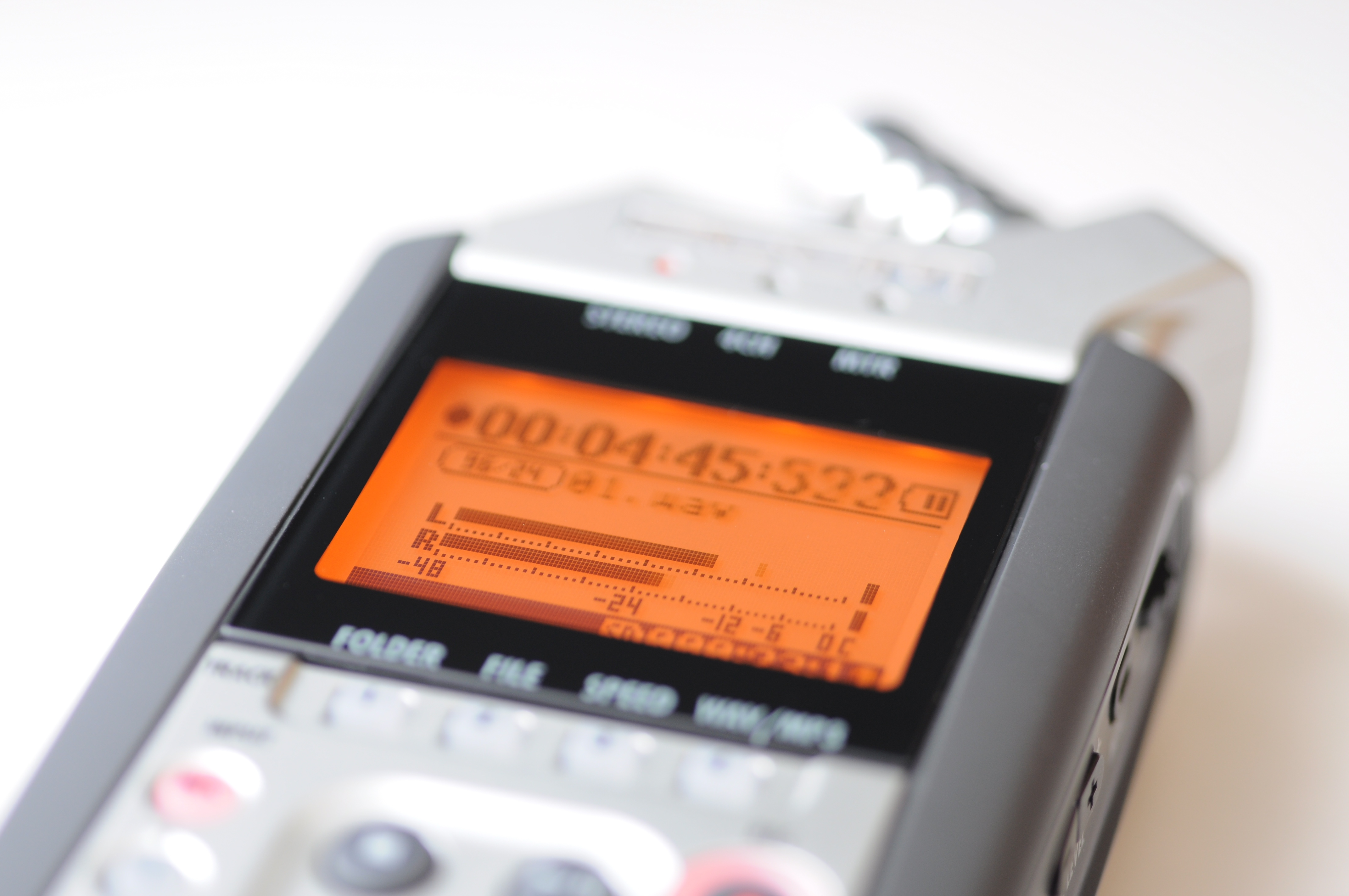
Digitální záznam zachycený na nahrávací přistroj (např. Diktafón)

Pořízení digitálního záznamu signálu lze rozdělit na tři fáze:
VzorkováníV definovaných časových intervalech je odebírán vzorek signálu, tím se ze spojitého časového průběhu stane diskrétní časový průběh.
KvantováníVzorky získané vzorkováním se pomocí analogově-digitálního převodníku převedou do číslicové formy.
KódováníČíslo získané kvantováním se kóduje z důvodu menší paměťové náročnosti, jednoduššího zpracování, přenosu atd. (např. kódování BCD)
Digitalizací se nevratně ztrácí část informace obsažené v původním signálu, to se při zpětné rekonstrukci projeví jako šum.